# Xia Jia

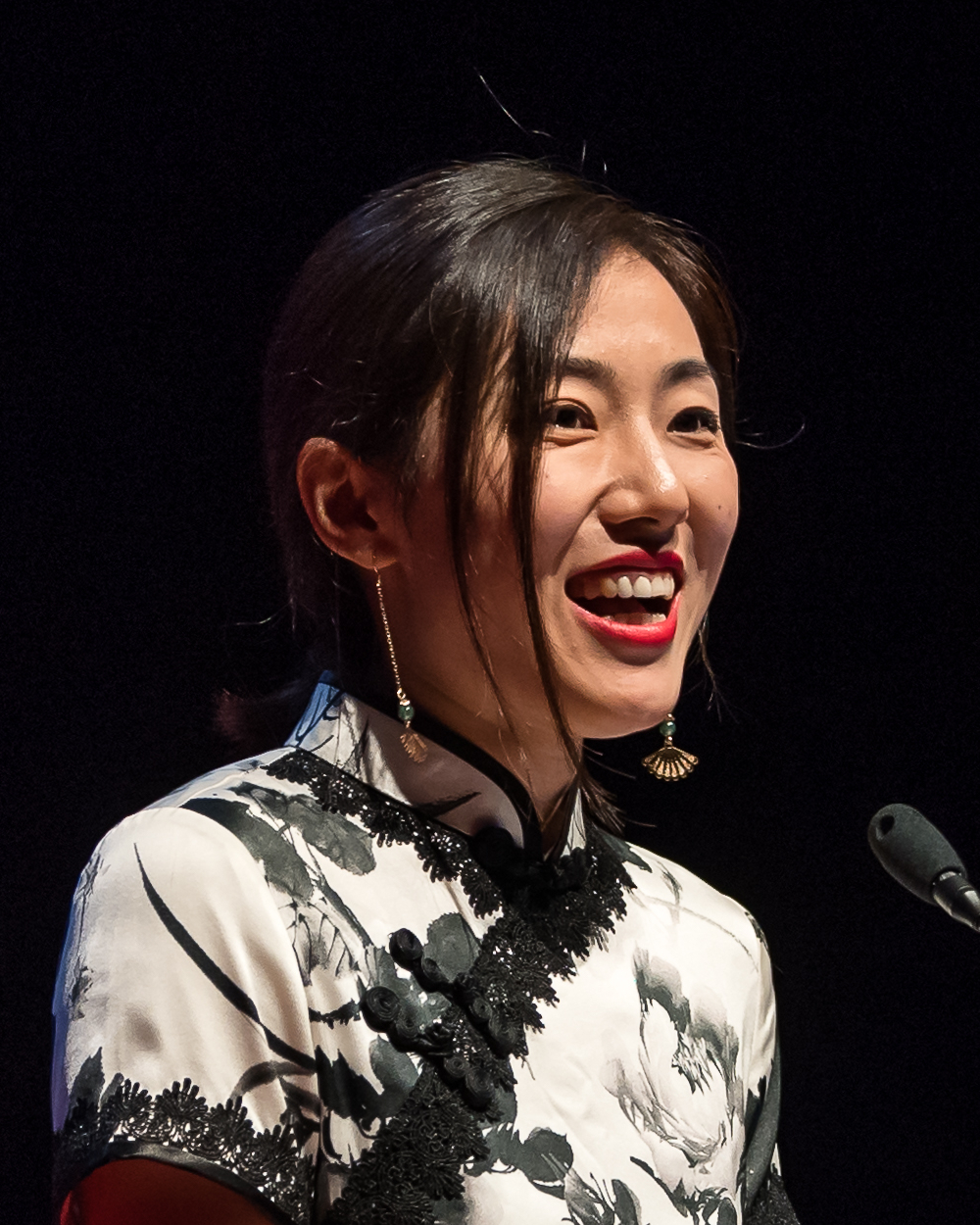
Xia Jia bei der Verleihung des Hugo Award auf der Worldcon in Helsinki im Jahr 2017.

Xia Jia (chinesisch 夏笳, Pinyin Xià Jiā; * 4. Juni 1984 in Xi’an, Provinz Shaanxi, Volksrepublik China), das Pseudonym vom Wang Yao (chinesisch 王瑶, Pinyin Wáng Yáo), ist eine chinesische Schriftstellerin.

## Bibliographie (Auswahl)
- 关妖精的瓶子 (Pinyin yuān yāojing de píngzi), veröffentlicht im April 2004 in Science Fiction World, ausgezeichnet mit dem Galaxy Award 2004.[2]
- 永夏之梦 (Pinyin yǒng xià zhī mèng) [„Traum vom ewigen Sommer“], ausgezeichnet mit dem Galaxy Award 2008.[2]
- Chinesische Enzyklopädie: Lass uns reden, Originaltitel 中国百科全书·黑屋 (Pinyin Zhōngguó bǎikē quánshū·hēi wū), veröffentlicht als „Let's Talk“ in „Nature“ im Juni 2015, auf Deutsch erschienen in der Anthologie Quantenträume, ISBN 978-3-453-31904-2.
- Chinesische Enzyklopädie: Babylonische Sprachverwirrung, Originaltitel 中国百科全书·巴别乱 (Pinyin Zhōngguó bǎikē quánshū·bābié luàn) in Science Fiction World im August 2015, auf Deutsch erschienen in der Anthologie Quantenträume, ISBN 978-3-453-31904-2.
- Chinesische Enzyklopädie: Gute Nacht, Traurigkeit, Originaltitel 晚安忧郁 (Pinyin wǎn'ān yōuyù), veröffentlicht im Juni 2015, auf Deutsch erschienen in der Anthologie Zerbrochene Sterne, ISBN 978-3-453-32058-1.
- 铁月亮 (Pinyin tiě yuèliàng) (“Eisenmond”), ausgezeichnet mit dem Galaxy Award 2017.[2]